# Besana in Brianza
Besana in Brianza é uma comuna italiana da região da Lombardia, província de Monza e Brianza, com cerca de 14.200 habitantes. Estende-se por uma área de 15,77 km², tendo uma densidade populacional de 941 hab/km². Faz fronteira com Briosco, Renate, Monticello Brianza (LC), Casatenovo (LC), Carate Brianza, Triuggio, Correzzana.

## Demografia
| Variação demográfica do município entre 1861 e 2011                               |
|                                                                                   |
| Fonte: Istituto Nazionale di Statistica (ISTAT) - Elaboração gráfica da Wikipedia |